# Yunnan (cheval)
Lijiang
Pour l’article homonyme, voir Lijiang.
Vous lisez un « bon article » labellisé en 2015.
Le poney du Yunnan (chinois simplifié : 云南矮马 ; chinois traditionnel : 雲南矮馬 ; pinyin : Yúnnán ǎi mǎ) est une race de chevaux originaire du Yunnan en Chine, notamment de la préfecture autonome bai de Dali et du Lijiang, où il est traditionnellement élevé par les Naxi. Il en existe plusieurs types, mais les distinctions entre eux ne sont pas claires. Le Lijiang est particulièrement renommé, le « nouveau Lijiang » (chinois simplifié : 新丽江马 ; chinois traditionnel : 新麗江馬 ; pinyin : Xīn lìjiāng mǎ) est issu d'un élevage sélectif sur ce dernier, après 1944. Très réputé comme animal de travail au XXe siècle, le poney du Yunnan est recherché par les agriculteurs chinois qui viennent parfois de très loin pour se fournir sur la foire aux chevaux de Lijiang. Il connaît un net déclin de population au début du siècle suivant. Les études génétiques mettent en évidence sa riche diversité, et donc l'importance de le préserver. Toujours populaire en Chine, le poney du Yunnan est mis à l'honneur sur l'ancienne route du thé et des chevaux.

## Dénomination
Comme beaucoup d'animaux chinois, le poney du Yunnan et ses différents types doivent leur nom à leur région géographique d'origine.

## Histoire

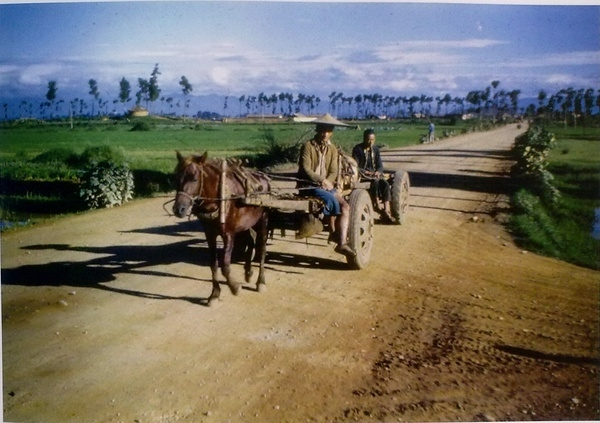
Poney à l'attelage dans le Yunnan, en 1944-1945

L'auteur autrichien Martin Haller cite le poney du Yunnan parmi les poney d'Asie du Sud-Est aux origines anciennes influencés par le cheval mongol, mais précise qu'il se démarque de cette dernière race. Leur histoire est en effet très ancienne, puisqu'un document écrit évoque l'existence de petits chevaux dans cette région dès 285 av. J.-C.. Ce poney est représenté sur des blocs de pierre dans l'Antiquité, et sert à la traction de chariots au moins de l'an 25 à 220. 
Le Lijiang, dont l'élevage est traditionnel parmi l'ethnie des Naxi, forme un type très réputé dans toute la Chine. Dans les années 1980, le Lijiang est recherché par les agriculteurs de la région, qui viennent se fournir chaque année en avril pendant une foire aux chevaux et aux mules dans la ville de Lijiang. Certains acheteurs font le déplacement jusque depuis le Nord de la Chine. En 1983, la FAO donne le chiffre de 13 000 chevaux de type Lijiang, dont 1 000 mâles reproducteurs et 5 200 juments reproductrices, parmi lesquels environ 100 en race pure. La tendance est à la stabilité.
Le type Lijiang du poney du Yunnan fait l'objet d'une politique de croisements depuis 1944. Un élevage sélectif est en place pour « améliorer » la race, par croisement avec des Hequ, des Yili, des chevaux arabes, des Kabardins, des Arabe-Kabardins et de petits chevaux ardennais. Le but est d'obtenir un animal plus puissant pour la traction agricole. L'expérience est considérée comme un succès, car la taille des animaux issus de ces croisements a augmenté à 1,24 m. Cette race est nommée le « nouveau Lijiang ».

## Description

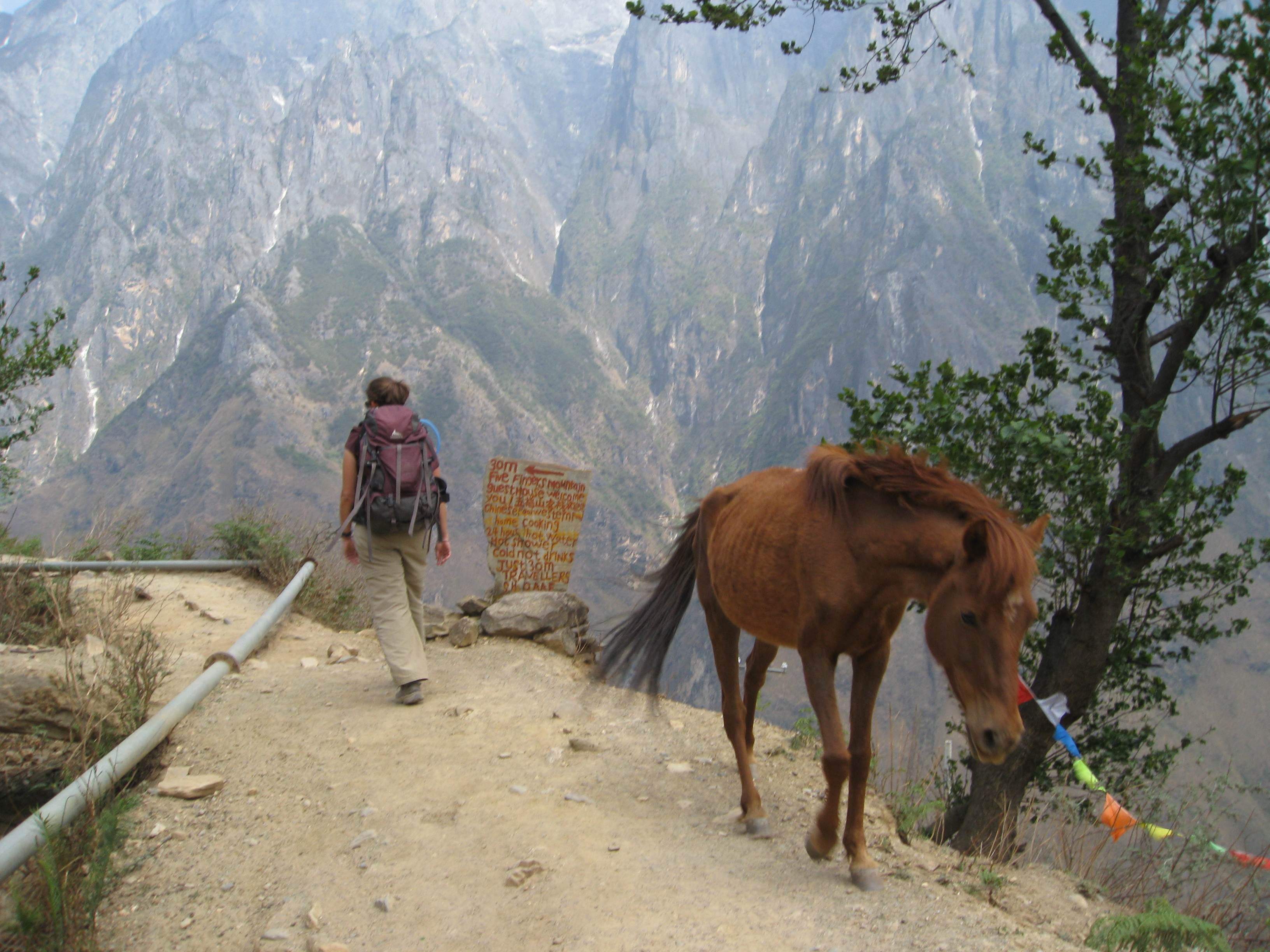
Poney Lijiang sur un sentier de randonnée en montagne

C'est un poney de petit format, assez court mais de proportions symétriques. La tête, de profil rectiligne ou concave, au front large et proéminent et au nez rectiligne, est assez lourde,. Les oreilles sont courtes et pointent vers l'avant. L'encolure est courte et droite, le garrot bas et plat ou plus haut. L'épaule est plutôt droite, le dos est court et droit, la croupe fuyante. Les jambes, solides, sèches et bien musclées, sont terminées par des sabots très résistants,. La taille moyenne pour le poney du Yunnan est de 1,19 m chez les mâles et 1,18 m chez les femelles. Pour le type Lijiang, elle est de 1,15 m selon Caroline Puel, 1,12 m à 1,14 m selon l'étude de l'université d'Oklahoma, 1,18 m pour les mâles et 1,15 m pour les femelles selon la FAO. Ce dernier organisme attribue au type Lijiang un poids allant de 300 kg pour les femelles à 400 pour les mâles, tandis que Puel donne une fourchette allant de 260 à 350 kg. 
La robe est généralement baie pour le type Lijiang, baie clair, alezane, noire ou grise chez le poney du Yunnan en général. Des robes plus rares, comme le blanc, se rencontrent chez la race. Le poney du Yunnan est considéré comme productif jusqu'à l'âge de 15 ans. Mâles et femelles atteignent leur maturité à l'âge de 21 mois.
Il existe plusieurs types de poneys du Yunnan, mais leur nombre exact, leur dénomination et les distinctions entre eux ne sont pas clairs. L'étude de l'université d'Oklahoma dénombre trois types de poneys du Yunnan, sans les citer. Une analyse génétique menée sur les « races de chevaux du Yunnan » en 1998 en dénombre quatre : le Xin-Lijiang, le Wenshan, le Wumeng et le Tengchong. Quatre races de chevaux du Yunnan sont également citées dans une étude génétique publiée en 2010, mais sous des noms différents : le Luoping, le Wenshan, le Dali dans le Jianchuan et le poney du Yunnan dans le Gongshan. Il existe une différence génétique entre eux. La race dite « poney du Yunnan » présente un allèle sur le chromosome Y, dit B, dans 16,7 % des cas. Les trois autres types présentent plus rarement cet allèle. Une autre analyse génétique, menée cette fois en 1995, dénombre seulement deux populations génétiquement différenciées, le cheval commun du Yunnan et le petit cheval du Yunnan. Le dictionnaire de CAB International regroupe le Xin-Lijiang et le Tengchong, en signalant que ces deux noms sont probablement synonymes de « Lijiang ». La FAO cite le Lijiang comme étant un sous-type de la race du poney du Yunnan. La race a été remarquée pour sa riche diversité génétique, en particulier sur les lignées maternelles.

## Utilisation
Ce petit cheval sert essentiellement au transport en montagne, le plus souvent sous la selle. En dépit de sa taille réduite, il peut porter une charge allant de 60 à 100 kg pendant 15 jours en altitude sans prendre de repos. Il présente aussi une bonne rapidité pour un animal de sa taille. La Oriental Society of Australia le décrit comme utilisé pour la selle, les trajets courts et pour la chasse, tout en restant assez puissant pour transporter des charges vraiment lourdes, sous la houlette des muletiers. Dans les années 1960, il arrivait fréquemment de croiser des groupes de ces poneys halant des charges entre les collines.
Il semble que le poney du Yunnan ait influencé les races de poney japonaises.

## Diffusion de l'élevage

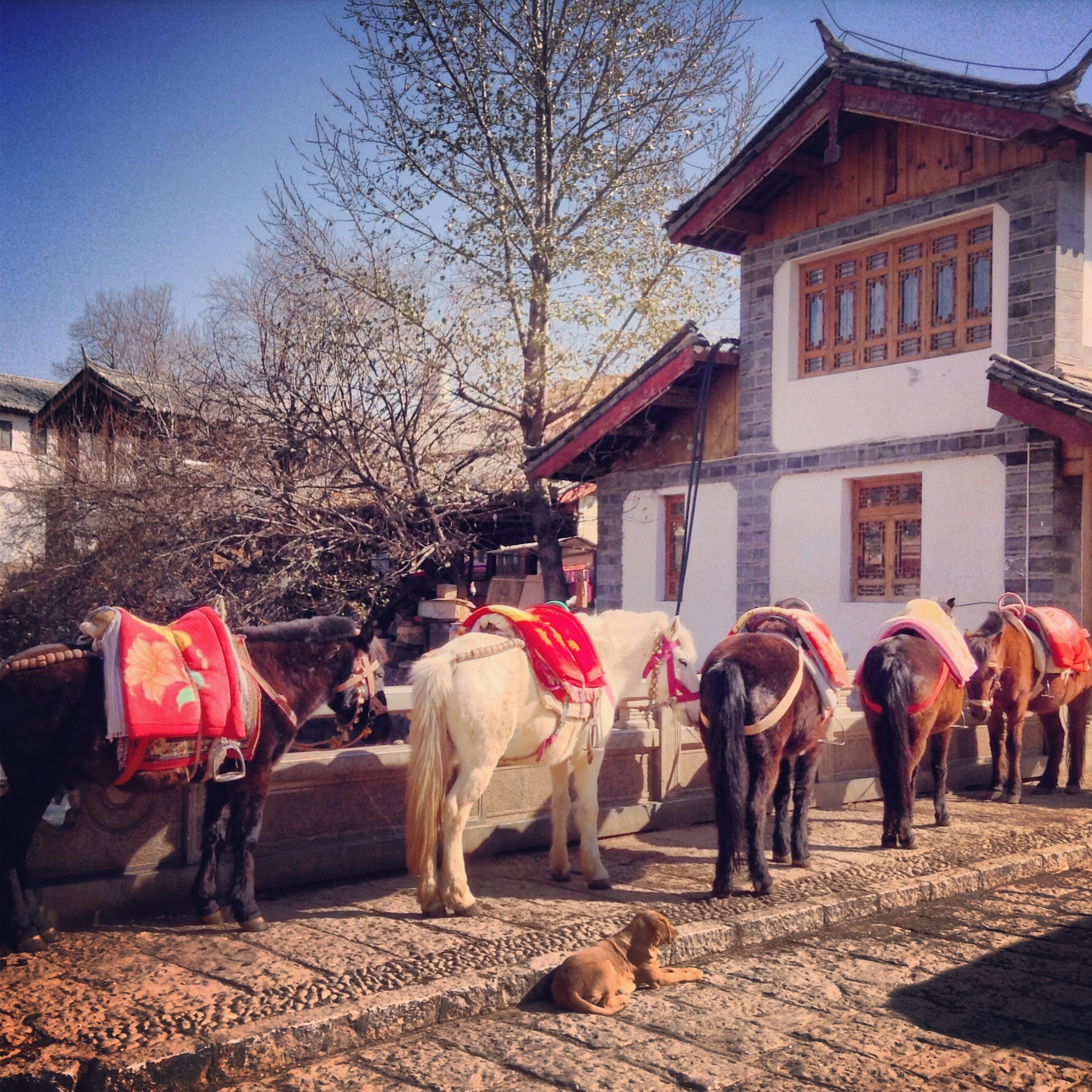
Groupe de poneys dans le Lijiang

Le poney du Yunnan forme une race strictement locale, qui ne connaît aucun croisement extérieur. Dans les années 1920, elle n'est élevée que dans les fermes des habitants. Différentes données existent sur les effectifs des différents types de la race. Poney indigène de la Chine présent dans l'Est et dans l'Ouest de la province du Yunnan (notamment la préfecture autonome bai de Dali, le Heqing et le Lijiang à l'Ouest), le poney du Yunnan a connu un déclin considérable. L'effectif global de 710 000 chevaux répertorié par la FAO en 1980 n'est plus que de 1 180 à 1 520 animaux en 2009, avec une tendance à la diminution.
L'étude de l'université d'Oklahoma, parue en 2007, donne un chiffre de 5 000 chevaux de type Lijiang recensés. Le nouveau Lijiang connaît un déclin similaire, l'effectif étant passé de 5 000 à 16 120 animaux en 1986 à une fourchette située entre 150 et 8 370 têtes en 2006, avec une tendance à la diminution.
Plusieurs études scientifiques chinoises soulignent l'importance d'une préservation du poney du Yunnan, en raison de ses caractéristiques génétiques,. D'après l'évaluation de la FAO réalisée en 2007, ce poney n'est pas menacé d'extinction, ce qui comprend aussi les types Lijiang, Wenshan et Yongning. Le niveau de menace pesant sur le nouveau Lijiang est inconnu.

## Impact culturel
Bien que rare, le type Lijiang reste, en 2010, réputé et populaire en Chine, ainsi que dans le reste du monde. Il est notamment mis à l'honneur dans le cadre de l'ancienne route du thé et des chevaux. Le poney du Yunnan est cité dans plusieurs œuvres littéraires telles que le roman Dragonfire (en) d'Andrew Kaplan (en) (où il est décrit comme étant moins poilu que le poney Kachin), Coming Down Again de John Balaban (en) (où il est décrit comme un petit animal robuste, à l'image des habitants du Yunnan), le récit de voyage An Australian in China de George Ernest Morrison, ou encore le roman Forged in Honor de Leonard B. Scott, où ils sont décrits comme les meilleurs poneys de montagne du monde.
Agnes Smedley a monté un poney du Yunnan pendant son séjour en Chine, à la fin des années 1930.